# Felfort
La Delicia Felipe Fort S.A. conocida por su nombre comercial Felfort es una empresa argentina de alimentos, que produce principalmente chocolates. Fue fundada en 1912 por Felipe Fort y en 1926 se inauguró la fábrica en la cual aún hoy funciona la empresa. La fábrica se encuentra en la calle Gascón 349, en el barrio de Almagro, Ciudad de Buenos Aires, Argentina.
En 1963 asume la presidencia de Felfort Carlos Augusto Fort, hijo del fundador, y allí comienza a expandirse lo que es mañana una de las empresas que más factura en el país. 
Felfort es una de las empresas más grandes de la Argentina y es líder en venta de todo tipo de chocolates, como bombones, chocolates en barra, huevos de Pascua, y caramelos y hasta barras de cereal.
Entre sus productos más vendidos y famosos se encuentran los bocados Marroc, los bombones rellenos Jackelin y Dos Corazones, las barras de cereal Cereal Fort, el clásico chocolate Jack que viene con muñecos sorpresa de regalo, el famoso Paragüitas y la clásica Moneda de chocolate. 
Desde sus comienzos fue una empresa familiar, y en la actualidad, a pesar de ser una de las más grandes a nivel local, continúa perteneciendo a los hermanos Fort y su madre, nietos y nuera del fundador respectivamente, siendo una de las empresas argentinas que más dinero factura en el mercado alimenticio local.